# Brocourt
Brocourt település Franciaországban, Somme megyében. Lakosainak száma 108 fő (2022. január 1.). Brocourt Beaucamps-le-Vieux, Lafresguimont-Saint-Martin, Liomer és Villers-Campsart községekkel határos.

## Népesség
A település népességének változása:
| Lakosok száma | 101  | 101  | 106  | 98   | 99   | 101  | 103  | 105  | 108  |
|               | 2013 | 2015 | 2016 | 2017 | 2018 | 2019 | 2020 | 2021 | 2022 |